# Vargas, Antonio Orlando y otros
Vargas, Antonio Orlando y otros  es la denominación de una causa judicial por delitos de lesa humanidad cometidos en la provincia de Jujuy, Argentina, durante la dictadura cívico-militar argentina autodenominada Proceso de Reorganización Nacional, instalada entre 1976 y 1983 en la que se investigaron los crímenes cometidos en la Central de Policía de San Salvador de Jujuy y en el Penal de Villa Gorriti ubicado en la provincia de Jujuy en los meses de mayo y junio de 1976.

## Sentencia
El Tribunal Oral en lo Criminal Federal de Jujuy dictó el 11 de agosto de 2014 la sentencia correspondiente a este proceso que comprendía a tres expedientes que fueron acumulados: n.º 73/bis/11, “Álvarez de Scurta, Dominga s/ su desaparición”,  n.º 52/11,  “Fiscal Federal nº 1 solicita acumulación (Giribaldi, Osvaldo José Gregorio y otros)” y n.º 15/12, “Fiscal Federal nº 1 solicita acumulación (Giribaldi, Osvaldo José Gregorio y otros)” y condenó a los 6 imputados a diversas penas de prisión.

## Víctimas
Las víctimas de los crímenes juzgados fueron: Osvaldo José Giribaldi, Jaime Rafael Lara Torrez, María Alicia del Valle Ranzoni, Juana Francisca Torres Cabrera, Dominga Álvarez de Scurta, Pedro Eduardo Torres Cabrera y Jorge Ernesto Turk Llapur. 

## Delitos
Los delitos comprobados fueron:
- Privación ilegítima de la libertad calificada en concurso real con torturas.
- Privación ilegítima de la libertad agravada en concurso real con homicidio agravado por alevosía y concurso premeditado de dos o más personas.
- Torturas.

## Los hechos
Desde fin de mayo y comienzo de junio hasta el diez de junio de 1976 siete personas permanecieron privadas de su libertad en la cárcel de Villa Gorriti por un grupo que actuaba allí, recibieron torturas en el CDD existente en la Central de Policía y finalmente fueron asesinados por terceros con la participación de tres de sus integrantes. Este grupo especializado en represión estaba compuesto por cuatro penitenciarios de la cárcel de Villa Gorriti y el militar que ejercía su dirección y tenía vasto poder de decisión sobre los ‘presos políticos’ 
El grupo que actuaba en el penal estaba formado por:
- Un teniente primero, Antonio Orlando Vargas, designado por el Ejército como director máxima autoridad del penal que en su rol de interventor era el responsable de todos los internos, en especial de los presos políticos;
- El oficial –sub adjutor auxiliar Orlando Ricardo Ortiz,  principal enlace entre el Servicio Penitenciario y el servicio de inteligencia del R.I.M. 20, que ejerció control sobre los presos que interesaban a los militares detenidos en especial sobre las mujeres alojadas en el pabellón 4, que solía recorrer con su hermano también penitenciario;
- El suboficial ayudante de cuarta de seguridad interna Herminio Zárate, que trabajaba para el servicio de inteligencia del R.I.M. 20 y que ejercía un especial dominio tanto sobre los presos políticos en particular los del pabellón n.º 5 como respecto de los celadores que los custodiaban,  a los que le asignaba funciones;
- El suboficial ayudante de tercera de seguridad interna Mario Marcelo Gutiérrez, que por estar conectado con el servicio de inteligencia del ejército y lazos de parentesco con un oficial que cumplía funciones con gran poder de decisión se arrogaba un rol muy superior a la del cargo formal que desempeñaba y
- Un destacado jefe de turno de guardia interna, Carlos Alberto Ortiz, que ejercía un especial control del cautiverio de las presas políticas con relación también con los demás presos políticos y que tenía trato continuo con el director y con las autoridades militares que lo visitaban y daba órdenes a los demás penitenciarios celadores.

Las víctimas habían sido secuestradas con violencia física y amenazas días antes de ser llevadas al penal sin orden de autoridad competente,  por policías y militares integrantes como los imputados de la red ilegal dirigida por el ejército para hacer operativos clandestinos contra ciudadanos tildados por ellos de oponentes políticos o ‘subversivos’. Ingresaron al penal con evidentes torturas y con la certeza de que iban a ser asesinados, anunciado por sus torturadores; circunstancia que conocían tanto el mencionado grupo ilegal que se desempeñaba en la penitenciaría como otros detenidos que tuvieron algún contacto con los damnificados. Estos permanecieron cautivos en celdas y pabellones especiales, con un régimen mucho más severo que el resto de los internos. Las víctimas no se registraron con alguna apariencia de legalidad a su ingreso, ya que el decreto del Poder Ejecutivo Nacional asignado resultó ser falso y no fueron anotados a disposición de algún juez.
El director del penal y los cuatro penitenciarios mencionados supieron del ingreso ilegítimo al Penal, las pésimas condiciones físicas de las víctimas y que ellas procedían del centro clandestino de detención que funcionaba en la Central de Policía, pese a lo cual no adoptaron ninguna medida al respecto, ni intentaron o sugirieron que se legalizara su situación y menos aún
que fueran puestos en libertad. Por el contrario, los penitenciarios dispusieron el destino de los detenidos en cada pabellón: dentro de las celdas y sin poder salir al patio, ir a los baños, obtener cualquier tipo de atención en cuanto a su salud o cualquier otro tema, sin el consentimiento de alguno de ellos.
El 10 de junio de 1976 el director del penal, el sargento baqueano del ejército César Darío Díaz que controlaba y decidía cuestiones referentes a los presos políticos en los pabellones del penal, y un celador de la guardia externa realizaron las acciones necesarias para que las víctimas fueran sacadas del penal para ser asesinadas sin que sus cuerpos, con la excepción de Dominga Álvarez de Scurta, cuyo cadáver fue encontrado poco tiempo después aunque fue identificado recién en 1984.

## Responsabilidad de los agentes del penal por las torturas
Los agentes penitenciarios no aplicaron torturas a los detenidos ni estuvieron presentes cuando ellas se producían en el CCD de la Central de Policía y en otras dependencias,   pero igualmente son considerados coautores de ese delito por la sentencia.
El Tribunal sostienen que esos agentes mantuvieron parte del dominio del hecho: Vargas autorizó las salidas de las víctimas hacia el CCD y los regresos al penal; los hermanos Ortiz, Zárate y Gutiérrez ‘prepararon’ a los detenidos destruyéndolos física y psicológicamente con amedrentamientos constantes, mala alimentación, prohibiciones y humillaciones y al regreso de las sesiones de tortura, las recibían y realojaban en las mismas o peores condiciones; también las amenazaban con que serían nuevamente torturadas en los lugares a los que a ese fin volverían. En esta forma, las torturas extramuros eran conocidas por los penitenciarios, que las avalaban con actos necesarios e imprescindibles para consumar y completar la perpetración de los tormentos, colaboración sin la cual no podrían haber ocurrido y sintetiza:

” Bastaba que se opusieran al traslado para que el delito no se hubiera consumado.”

El Tribunal también rechaza la defensa de que una negativa a ejecutar las órdenes podría haberles acarreado la propia muerte, lo que obraría como estado de necesidad justificante  –artículo 34, inciso 3, del Código Penal.
Sostiene la sentencia que no hay prueba que existiera tal riesgo y que, por el contrario

”los expertos en derecho militar –vg. Mántaras, Izaguirre, Ballester, explicaron que durante el ‘Proceso’ cientos de militares solicitaron la baja por no prestar su consentimiento para llevar adelante acciones ilícitas.”

## Calificación de los hechos
La sentencia declara que los hechos juzgados constituyeron delitos de lesa humanidad inscriptos en prácticas sociales genocidas.

## Condenas
Las condenas aplicadas fueron:
- Antonio Orlando Vargas, por homicidios calificados, la pena de prisión perpetua.
- Orlando Ricardo Ortiz, por homicidios calificados, la pena de prisión perpetua.
- César Díaz, por homicidios calificados, la pena de prisión perpetua.
- Mario Marcelo Gutiérrez, por homicidio, quince años de prisión.
- Carlos Alberto Ortiz, por privaciones ilegítimas de la libertad agravadas y tormentos agravados, doce años de prisión.
- Herminio Zarate, por privaciones ilegítimas de la libertad agravadas y tormentos agravados, nueve años de prisión.